# Bojutsu

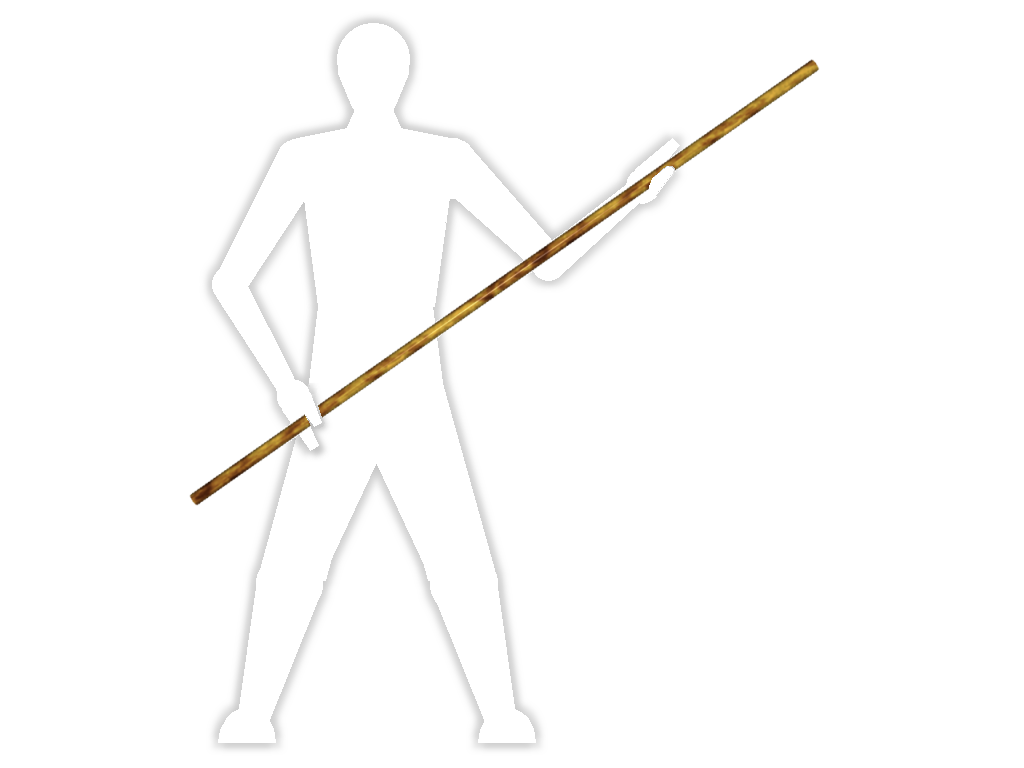
Bo

El bojutsu (棒術) és una art marcial originària d'Okinawa que estudia el maneig del bastó llarg. Es pot practicar com a complement d'una altra disciplina (aikido, karate, kobudo…) o com a disciplina independent, però això últim no és tan habitual.
El bojutsu és l'art d'usar una arma en forma de bastó anomenada Bo (abreviatura de roku-shaku-bo, bo de sis shaku). El bastó és una de les primeres armes utilitzades per l'home.
Actualment el bojutsu és generalment associat amb el kobudo d'Okinawa o amb el koryu budo japonès. El bojutsu japonès és un dels elements principals de l'entrenament marcial clàssic (bugei jyuuhappan). En el context okinawenc, l'arma és generalment coneguda com a kon.
El fundador de l'aikido, Morihei Ueshiba, era practicant de bojutsu, i fundador de l'escola Masakatsu Bo Jutsu. El bo utilitzat en Masakatsu bojutsu, té la peculiaritat que la longitud és proporcional a l'alçada del practicant, i ha d'arribar des del terra (descalç) fins a sota del nas.

## Escoles
Hi ha diverses escoles, i cada una fa servir una longitud i un gruix diferents.
- Masakatsu Bo Jutsu és l'escola que va fundar Morihei Ueshiba, O Sensei, per ensenyar de forma complementària a l'aikido. L'any 1957 en donà la transmissió a Hikitsuchi Michio, i el seu alumne Gérard Blaize l'introdueix a Europa. El bastó de bojutsu té una llargària igual a l'alçada del practicant descalç des del terra fins a davall el nas.
- Yug-Do o l'art del bambú; escola creada a casa nostra amb un manual editat: Yug-Do, el arte marcial del bambú de Antonio Iborra, 2001 ed. Océano ISBN 84-7556-133-0